# تناوب‌خوانی

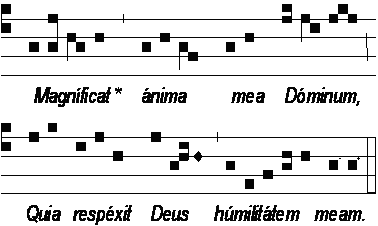
تناوب‌خوانی

در فرهنگ کلیسایی غربی، سرودهای سؤال و جوابی روحانی را که یک گروه کر اجرا کند تناوب‌خوانی می‌گویند. به آن سرود متناوب و پادصدایی (antiphony) هم گفته شده است. در تناوب‌خوانی، دو یا چند گروه از سرایندگان کلیسا یک قطعه یا بخشی که معمولاً از مزامیر یا سرودهای گریگوری است را به‌صورت سؤال و جواب اجرا می‌کنند. مزامیرخوانی تناوبی Antiphonal psalmody احتمالاً از زمان قوم بنی‌اسرائیل وجود داشته و قرینه‌ای بودن ساختار مزامیر عبری می‌تواند شاهدی بر این مدعا باشد.
تناوب‌خوانی با سرود پاسخ‌دار Responsory تفاوت دارد. اگر یک کشیش یا گروهی کوچک سرودی را بخواند و مخاطبان پاسخ او را با سرودن ترجیع‌بندی بدهند به آن سرود پاسخ‌دار گفته می‌شود.